# Chancelier
Pour les articles homonymes, voir Chancelier (homonymie).
Chancelier (du latin cancellarius : appariteur placé à la barrière séparant la cour de justice du public) est un titre officiel attribué dans de nombreuses sociétés dérivées de l'Empire romain. La fonction d'un chancelier peut être très variable.

## Histoire

### Chine impériale
Sous la dynastie Han, pendant la période des Han occidentaux (西漢) ou Han antérieurs (前漢) (206 av. J.-C. - 9), le chancelier fait partie des Trois Excellences, les trois ministres les plus importants du gouvernement impérial. C'est le plus puissant de ces ministres, ce qui fait de lui une sorte de « Premier ministre » de la Chine et le personnage le plus puissant de l'empire, juste après l'empereur.
Le poste est aboli par Wang Mang, lorsqu'il renverse les Han pour fonder la dynastie Xin en l'an 9. Lorsque les Han reviennent au pouvoir en 25, le poste n'est pas recréé et le chancelier est remplacé au sein des Trois Excellences par un nouveau ministre un peu moins puissant : l’Excellence au-dessus des Masses. La fonction de chancelier ne réapparaît qu'en l'an 208, lorsque Cao Cao (155 - 220), peu après sa nomination comme Excellence au-dessus des Masses, rétablit le poste de chancelier, tout en agissant comme le dirigeant de facto de la Cour de l’empereur Han Xiandi.
À un niveau inférieur, le poste de chancelier existe tout au long de la dynastie Han, au sein des cours des différents roi-vassaux qui doivent obéissance à l'empereur. Toutefois, ces chanceliers sont en réalité des hauts fonctionnaires dépendant du pouvoir central, dont le double rôle est de co-gérer ces royaumes et surveiller ces rois.

### Rome antique
À Rome, on donnait ce nom aux secrétaires de l'empereur : lorsque celui-ci rendait la justice, les chanceliers se plaçaient derrière les barreaux (cancelli) qui le séparaient du public.

### Bretagne médiévale
En Bretagne, le chancelier avait des fonctions semblables à celles d'un Premier ministre, avec des pouvoirs moindres. Il assistait le duc dans ses décisions. Le chancelier breton le plus célèbre fut Guillaume Chauvin : il exerça cette fonction sous le duc François II, avant d'être emprisonné pour ses opinions politiques par Pierre Landais, trésorier de la cour, à qui il s'était opposé.

### Empire carolingien
Sous les Carolingiens, le chancelier dirigeait les clercs et secrétaires du palais chargés de rédiger les actes officiels (diplômes, capitulaires). Cet office fut créé par Pépin le Bref, qui choisit en 757 Badilon. Les successeurs de Badilon étaient presque exclusivement des clercs francs, dont un bâtard et un petit-fils de Charlemagne puis, à partir du Xe siècle l'office échut systématiquement à l'archevêque de Reims.
Les fonctions de chancellerie consistent à mettre en forme d'acte rédigé les décisions royales. Elles sont assurées par des scribes (notarii ou cancellarii). À l'époque mérovingienne, il s'agissait d'un personnel laïque placé sous l'autorité des référendaires, dont l'un apposait le sceau authentifiant les actes. Sous les Carolingiens, le personnel devint ecclésiastique, car seuls les clercs religieux connaissaient la nouvelle langue légale, le latin. On les recrutait dans la chapelle du roi, et leur supérieur, le chapelain, devenait de facto le chancelier, chargé lui-même d'apposer le sceau.

### Saint-Empire romain germanique
L’archichancelier, pour le Saint-Empire romain germanique, est le successeur du chancelier des cours carolingiennes : c'est avec l'avènement de la dynastie des Ottoniens, en 962, que les rois de Francie orientale entendent réunir sous une même autorité les trois royaumes de Germanie, d'Italie et de Bourgogne. Dans les faits, la fonction d’archichancelier ne se formalise véritablement qu'avec l'évêque Willigis de Mayence : désormais, cette fonction va échoir presque systématiquement aux archevêques de Mayence, qui président le collège électoral pour l'élection du nouveau roi à Francfort-sur-le-Main. L'archichancelier est, au plan protocolaire, le premier conseiller de la Diète d'Empire. Il exerce le contrôle des archives de cette assemblée et détient une position particulière au sein du Conseil aulique et de la Chambre impériale de justice.

### Ordre de Saint-Jean de Jérusalem
Le chancelier ou vice-chancelier est le secrétaire du grand maître de l'ordre de Saint-Jean de Jérusalem. Le plus célèbre d'entre eux, Guillaume Caoursin (1430-1501) n'était même pas frère de l'Ordre.

### Omeyades de l’Andalousie
Selon Ibn Khaldoun, le chancelier (ou hajeb/hadjeb en arabe) était chargé de coordonner les activités des ministres (wazir en arabe) dont chacun avait la charge d’un département spécialisé: Ministre de La Comptabilité Publique, Ministre des Relations Extérieures, Ministre De La Justice, Ministre De La Défense, chacun disposant d'un bâtiment distinct.

### France royale et impériale
En France, le titre de chancelier a toujours été commun à plusieurs offices ; mais le plus éminent était le chancelier de France, président du Conseil d'État et interprète des volontés du roi auprès du parlement. À partir des Carolingiens, le chancelier eut la garde des Sceaux et fut chargé de dresser et de contresigner les actes donnés par le roi. Cette charge fut supprimée le 1er juillet 1790. Napoléon Ier créa le titre d'archichancelier en faveur de Cambacérès, à qui il donna l'administration de l'état civil de sa maison. La Restauration rétablit le chancelier de France, mais lui ôta la garde des Sceaux, qui fut confiée au ministre de la Justice, et lui attribua la présidence de la Chambre des pairs.
Dans les universités de l'Ancien Régime, le chancelier était le gardien du sceau de l'université. Il y avait à l'université de Paris deux chanceliers, le chancelier de Notre-Dame et le chancelier de Sainte-Geneviève.

### Duchés de Lorraine et de Bar
Sous le règne de Stanislas Leszczynski à la tête des duchés en 1737, avant même l'annexion définitive en 1766, M. de La Galaizière puis son neveu le Comte de Lucé remplissent des fonctions identiques à celles d'un intendant et sont souvent appelés ainsi, mais ont le titre de chancelier de Lorraine, afin de ménager la susceptibilité des Lorrains dont le pays est toujours de jure indépendant.

### Empire allemand
Sous l'Empire allemand (1871-1919), le chancelier impérial (Reichskanzler) était le chef du gouvernement, nommé par l'empereur et responsable uniquement devant lui. Le plus célèbre fut Otto von Bismarck de 1871 à 1890.

### Quelques sens historiques
- Grand officier de la Couronne. Il a notamment pour responsabilité la garde du sceau royal.
- Officier chargé de garder le sceau d'un souverain.
- Chancelier de l'Université. Il délivrait les diplômes.
- Chancelier de l'Évêché. Il contresigne les documents épiscopaux, veille sur les archives, délivre les extraits et copies de différents actes.

## Terminologie auXXesiècle

### France
- Le titre de chancelier est synonyme de ministre de la Justice, garde des Sceaux. Le terme de « Chancellerie » est utilisé dans le monde juridique pour désigner le ministère de la Justice.
- Le chancelier de l'Institut de France est un académicien élu par ses pairs (élection confirmée par un décret du Président de la République), qui a la mission gérer les affaires communes aux cinq académies nationales.
- Grand chancelier de la Légion d'honneur : Légion d'honneur, ordre du Mérite, ordre de la Libération et autres gardiens du sceau et administrateurs d'un corps : Institut de France, ordre souverain de Malte.
- Chancelier de l'évêché ou chancelier diocésain : responsable de la garde du sceau de l'évêque et de l’établissement et de la conservation des archives et de tous les actes du diocèse dont les actes de catholicité (baptême, confirmation, mariage)[3].
- Chancelier de consulat : fonctionnaire assistant le consul dans les questions administratives.
- Chancelier dans l'armée de terre française : sous-officier ou officier chargé de traiter les affaires de discipline, les travaux de notation, d'avancement et les décorations.
- Chancelier des universités : coordinateur de l'enseignement supérieur dans une académie.
- Signalons que le terme de chancelleries utilisé au pluriel peut désigner les services diplomatiques[4].

### Belgique
- le grand-chancelier est le président des pouvoir organisateurs de l'UCLouvain et la KU Leuven. Ce titre est honorifique, la gestion de l'université étant faite par le recteur.

### Royaume-Uni
- On appelle lord grand chancelier (Lord High Chancellor ou Lord Chancellor) le 1er officier public. La présidence de la Chambre des lords lui revient de droit ; il est également le chef de la justice et le président d'une cour particulière appelée court of chancery.
- Le chancelier de l'Échiquier (Chancellor of the Exchequer) exerce une fonction semblable à celle d'un ministre des Finances.
- Le chancelier est le dirigeant officiel d'une université bien que dans la plupart des universités britanniques ce titre soit honorifique plutôt que la marque d’une participation à la gestion quotidienne de l’université. Le Vice-Chancelier dirige de facto les universités.

### Allemagne et Autriche
- Chancelier fédéral (en langue allemande : Bundeskanzler) est le titre officiel du chef du gouvernement en Allemagne et en Autriche.
  - Chancelier fédéral d'Allemagne.
  - Chancelier fédéral d'Autriche.

### Suisse
- Chancelier de la Confédération, en Suisse, chef de l'administration du Conseil fédéral (ce n'est pas le chef du gouvernement, fonction inexistante, ce rôle étant assumé par le Conseil fédéral in extenso).
- Chancelier d'État, dans les cantons.

Les attributions du chancelier peuvent varier selon le canton, mais elles ont de nombreuses similarités. Le chancelier joue un rôle de chef d'état-major : il assure la coordination, la planification et la gestion des activités du gouvernement, est responsable de la communication, tient le secrétariat et établit les procès-verbaux. Il participe aux séances du gouvernement avec une voix consultative, veillant notamment au respect des institutions et des règles de fonctionnement de l'administration. Il est également le chef du protocole. La Chancellerie d'État est généralement chargée de l'organisation des votations et de l'exercice des droits populaires (initiatives et référendums),,,.
Si le chancelier pose avec les membres du gouvernement sur les photos officielles, il est un fonctionnaire de l'ombre qui reste le plus souvent inconnu du grand public.

### Amérique latine
- Dans certains pays d'Amérique latine comme l'Argentine, le Brésil, le Chili, la Colombie, le Mexique, le Panama, le Pérou , la République Dominicaine et le Venezuela, le ministre des Affaires étrangères est appelé canciller (en espagnol) ou chanceler (en portugais), terme correspondant à chancelier.

### États-Unis
- Le titre de chancelier (chancellor) désigne un juge du Delaware Court of Chancery.

## Fiction
- Dans le film V pour Vendetta (2006), le chef du régime dictatorial britannique exerce la fonction de « Haut chancelier ».
- Dans le film Total Recall : Mémoires programmées (2012), le chef du régime britannique exerce la fonction de « chancelier ».
- Dans la prélogie Star Wars (1999-2005), le « chancelier suprême » Palpatine est le principal détenteur du pouvoir exécutif de la République galactique.
- Dans la série The 100, le dirigeant du peuple du ciel est appelé le chancelier.
- Dans le film Le Labyrinthe (2014), Ava Paige, membre du WICKED, est appelée la chancelière.
- Dans le jeu vidéo Freelancer, le chef d'État de la Rhénanie porte le titre de « chancelier ».
- Dans le jeu vidéo Tales of Graces, le dirigeant de la nation de Fendel est un chancelier.